# Trường Đại học Tân Tạo
Trường Đại học Tân Tạo (tên giao dịch tiếng Anh: Tan Tao University, viết tắt TTU) là một trường đại học tư thục của Việt Nam giảng dạy bằng tiếng Anh và Tiếng Việt theo chương trình của Viện Đại học Duke của Hoa Kỳ, đặt tại Long An. Trường được sáng lập bởi bà Đặng Thị Hoàng Yến - Chủ tịch hội đồng quản trị của Tập đoàn Tân Tạo.

## Giới thiệu
Trường Đại học Tân Tạo là trường đại học tư thục phi lợi nhuận được thành lập vào ngày 25 tháng 11 năm 2010 theo Quyết định 2154/QĐ-TTg của Thủ tướng Chính phủ với trụ sở chính của Trường đặt tại khu đô thị ECity Tân Đức, huyện Đức Hòa, Long An, trường Đại học Tân Tạo được xây dựng trên diện tích khoảng 103ha và được khởi công xây dựng từ năm 2008.

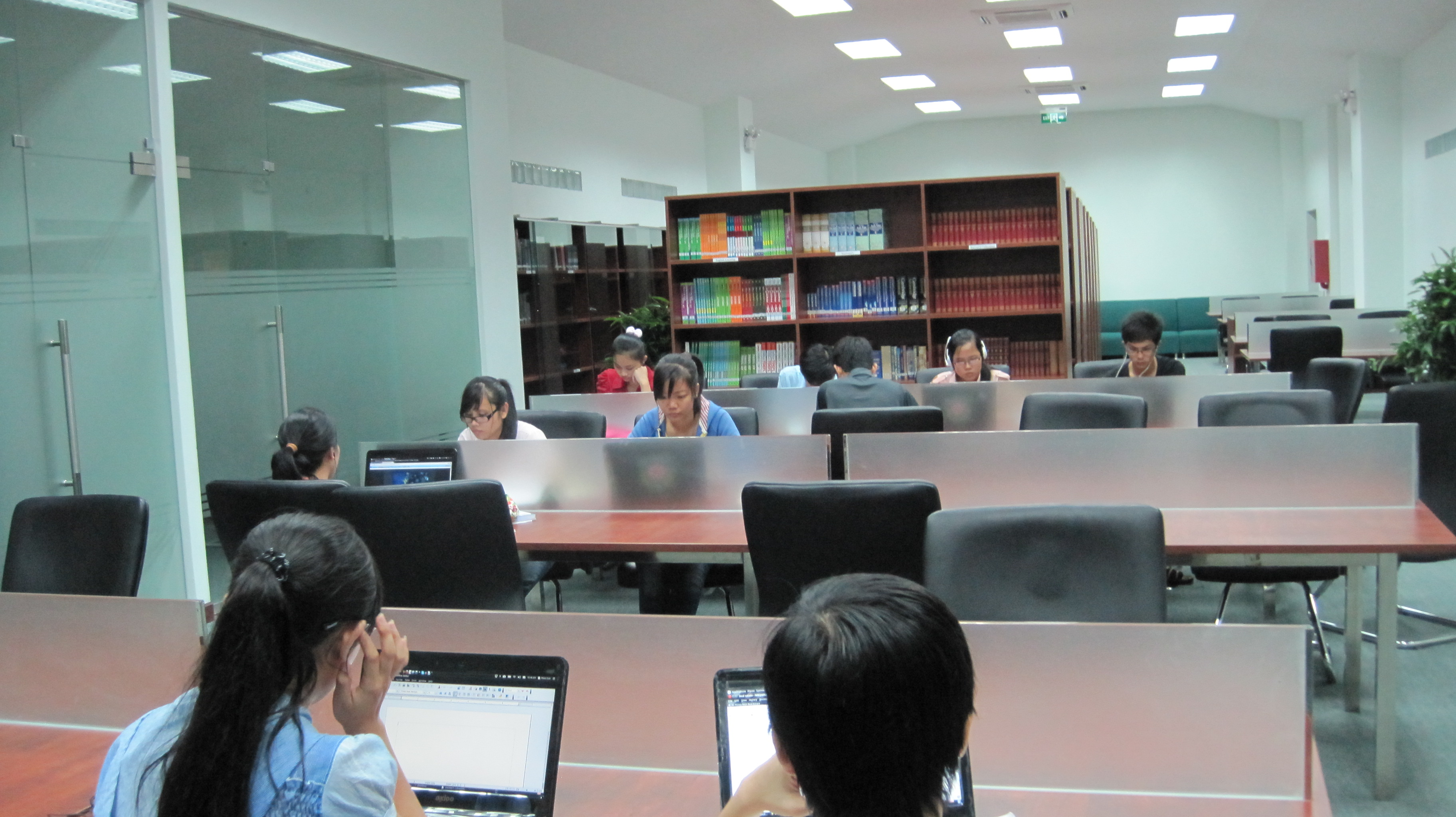
Thư viện Trường Đại học Tân Tạo

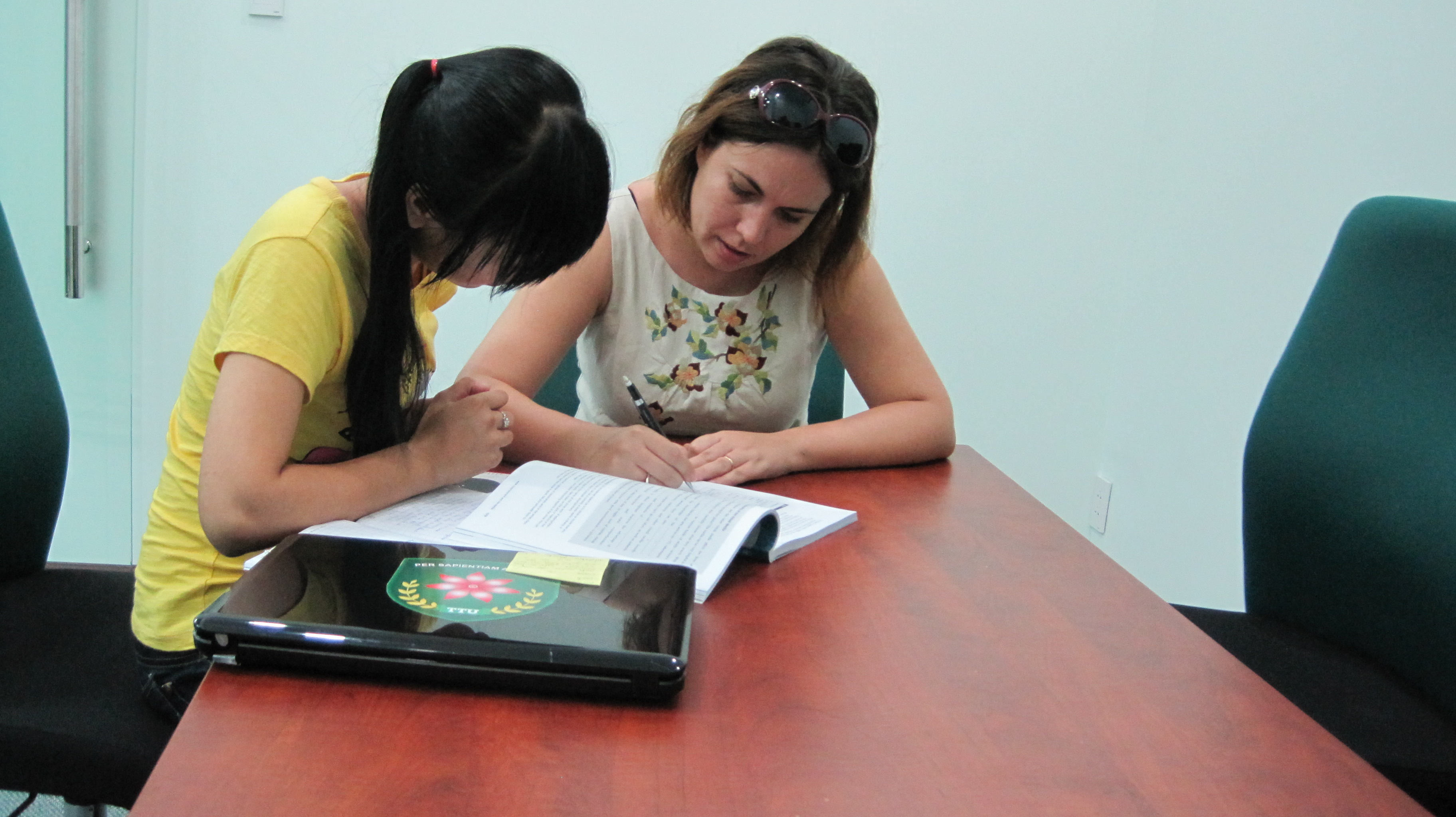
Giờ thảo luận riêng giữa giáo viên và sinh viên Trường Đại học Tân Tạo

## Ban lãnh đạo

### Người sáng lập
Trường Đại học Tân Tạo được sáng lập bởi bà Đặng Thị Hoàng Yến - Chủ tịch hội đồng quản trị của Tập đoàn Tân Tạo, đồng thời là chủ tịch hội đồng quản trị và là hiệu trưởng của Trường Đại học Tân Tạo.

### Hội đồng Trường
Chủ tịch: TS. Đặng Thị Hoàng Yến
Phó Chủ tịch: Đặng Quang Hạnh
Các ủy viên

### Ban giám hiệu
Ban giám hiệu hiện nay của Trường Đại học Tân Tạo gồm:
Hiệu trưởng: TS. Đặng Thị Hoàng Yến
Quyền Hiệu trưởng: TS. Nguyễn Mai Lâm
Hiệu phó Đào tạo - NCKH và HTQT: GS. BS. Thạch Nguyễn

## Các khoa, ngành

### Khoa Công nghệ thông tin
- Khoa học máy tính

### Khoa Kinh tế và Quản trị Kinh doanh
- Tài chính – Ngân hàng
- Kế toán
- Quản trị kinh doanh
- Kinh doanh Quốc tế

### Khoa Công nghệ sinh học
- Công nghệ sinh học
- Sinh học ứng dụng

### Khoa Y
- Ngành Y đa khoa
- Kỹ thuật xét nghiệm Y học
- Điều dưỡng
- Hệ liên thông bác sĩ đa khoa

### Khoa Ngôn ngữ và Nhân văn
- Ngôn ngữ Anh